# منظر لفلورنسا من سان مينياتو
منظر لفلورنسا من سان مينياتو (بالإنجليزية: View of Florence from San Miniato)‏ هو لوحة زيتية على قماش للفنان الأمريكي توماس كول.